# Перикола
Перикола (испанское прозвище — Ла-Перричоли, исп. La Perricholi; 28 сентября 1748 — 16 мая 1819, настоящее имя — Микаэла Вильегас Уртадо (исп. Maria Micaela Villegas Hurtado)) — перуанская актриса

 театра и певица (сопрано) XVIII века. Любовница вице-короля Перу Мануэля де Амата.

## Биография

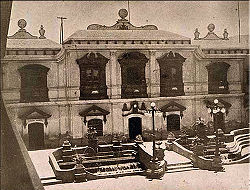
Дворец Quinta de Presa, подаренный Мануэлем де Аматом

Перикола родилась в Лиме, по другой версии — в селе Томайкичуа (Tomayquichua) провинции Уануко (Huanuco). Была крещена в Соборе Лимы 1 декабря 1748 года. С 15 лет начала играть в театре Coliseo de Comedias, получив к 20 годам широкую известность. Выступала в Лиме и других городах Южной Америки, исполняла главные роли в пьесах Педро Кальдерона и Лопе де Веги. В этот период стала любовницей вице-короля Перу Мануэля де Амата, занимавшего должность в 1761—1776 годах. В 1769 году родила от него сына Мануэля. Вице-король построил и подарил ей несколько дворцов. Их скандальная связь привлекала всеобщее внимание в Лиме, став объектом критики со стороны местной аристократии.
После потери её любовником должности вице-короля и его отъезда в Испанию Перикола подвергалась нападкам и преследованиям недоброжелателей. В 1788 году она оставила сцену, в 1795 году вышла замуж и занялась администрированием театра. В последние годы жизни была известна благотворительностью. Похоронена на кладбище «Пастор Матиас Маэстро».

## Образ в искусстве
Перикола является героиней комедии Проспера Мериме «Карета святых даров» (1829) и одноимённой оперетты (La Périchole, 1868) французского композитора Жака Оффенбаха.
Перикола — один из главных персонажей романа «Мост короля Людовика Святого» (1927) американского писателя Торнтона Уайлдера (в ромене её имя Микаэла заменено на «Камила»). По сюжету романа, Перикола в возрасте 12 лет была куплена у бродячих актёров авантюристом по имени Пио, ставшим её наставником в творческой деятельности. Впоследствии роман неоднократно экранизировался, в 1944 году Линн Бари сыграла роль в картине Роулэнда Ли. В 2004 году роль Периколы была сыграна испанской актрисой Пилар Лопес де Айалой, Харви Кейтель играл роль Пио.
В фильме «Золотая карета» (1953) французского кинорежиссёра Жана Ренуара роль Периколы (в фильме Камиллы) играет Анна Маньяни. В 1984 году в СССР был снят музыкальный фильм «Перикола» (в главной роли Галина Беляева).